# Viborgs franciskankyrka
Viborgs franciskankyrka hörde till franciskanklostret i Viborg. 
Fransiskankonventet i Viborg grundades i slutet av 1300-talet. De första klosterbyggnaderna var av trä och förstördes ofta av bränder. Under 1440- och 1450-talen byggdes klosterbyggnaderna i sten. Här fanns bland annat en skola, som senare använder som riddarhus. En fransiskankyrka omnämns första gången 1403.
Fransiskankonventet fanns på Viborgsnäsets norra sida och på sydsidan fanns dominikankonventet.
Fransiskankyrkan kallades gråbrödrakyrkan efter färgen på munkarnas klädsel. År 1486 höll de nordiska fransiskankonventen en provinssamling här. Under reformationen förstatligades kyrkans tillgångar och stenarna från byggnaderna användes för att förstärka stadens ringmur. Under en kort tid fungerade kyrkan som luthersk kyrka för den östra delen av Viborg. 
Stenkyrkan byggdes troligen efter kriget mellan 1495 och 1497. Kyrkan låg vid Grå brödragatan och Långgatan. Väggarna stod klara före år 1520. Klostret och kyrkan revs efter år 1741, men ett fåtal byggnader eller byggnadsrester stod fortfarande kvar i slutet av 1950-talet, när Sovjetunionen rev dem. Det finns inte längre några byggnadsrester ovan jord finns inte längre.